# Паметник на Никола Симов
Паметникът на Никола Симов е паметник в Търговище, посветен на Никола Симов-Куруто – знаменосец на Ботевата чета. Разположен е в квартал Вароша, около оживено кръстовище, в близост до Славейковото училище, училище „Хаджи Руси“ (днес Археологическа експозиция), Хаджиангеловата къща и сградата на Регионалния исторически музей.

## История
На 23 юни 1960 година Гардският народен съвет в Търговище взима решение за отпускане на 30 000 лв. за постряване на паметника. На 30 юни вестник „Народна култура“ публикува обявление на ГНС, Търговище за анонимен конкурс за изготвяне на проекта. Според изготвения проект на 15 август мястото на паметник е избрано да бъде обществената градина на площад „Независимост“.
Паметникът е открит на 1 юни 1963 г. пред площад „Независимост“, като през 1987 г. е демонтиран. През 1992 г., по предложение на общински съветници от БНРП се приема паметникът да бъде поставен. Монтиран е на 31 август 1993 г. зад Славейковото училище, на оживено кръстовище до река Врана.